# Гарвани на Сафрън Хил
„Гарвани на Сафрън Хил“ (на английски: Crows on Saffron Hill) е британски късометражен документален ням филм от 1894 година, заснет от един от пионерите на британското кино, режисьора Бърт Ейкрис.